# Franz Tost
Franz Tost (Trins, 20 gennaio 1956) è un dirigente sportivo ed ex pilota automobilistico austriaco, ha ricoperto il ruolo di Team Principal della Scuderia AlphaTauri dal 2006 al 2023.

## Biografia
Da giovane, Tost ha gareggiato in Formula Ford e Formula Tre. Ha poi studiato Scienza dello Sport e Management, lavorando come team manager al Walter Lechner Racing School. Entrò a far parte della Willi Weber Management nel 1993. Inizialmente corse in Formula Tre nel team WTS, per poi curare la carriera del giovane Ralf Schumacher in Giappone. Quando il tedesco si trasferì in F1, Tost lo seguì, lavorando alla BMW che rientrò nel 2000 come fornitore di motori per la Williams, per la quale Schumacher corse. Tost ha anche lavorato in BMW come Operations Track Manager fino al 1º gennaio 2006, quando la Scuderia Toro Rosso lo nominò Team Principal dopo l'acquisizione di Minardi da parte del gruppo Red Bull. 
Ha ottenuto i suoi migliori risultati con la squadra nel 2008, 2019 e 2021 piazzandosi al sesto posto in ciascuna di queste stagioni.
Il 26 aprile 2023 è stato annunciato che Tost avrebbe lasciato il suo ruolo di Team Principal al termine della stagione 2023 dopo 18 anni.

## Aggressione a Scott Speed
Dopo il Gran Premio d'Europa 2007 Tost venne accusato di aver aggredito Scott Speed in seguito ad un incidente avvenuto in pista. Dopo la smentita da parte di Tost, Speed si rivolse alla stampa e denunciò il pessimo clima che si respirava nel team affermando che "la smentita da parte di Tost è solo l'ultima delle dichiarazioni disoneste da parte di Franz e Berger volte a danneggiare me e Tonio (Liuzzi)". Scott affermò anche di non voler più correre per Tost e Berger.